# Кифер, Ансельм
Ансельм Кифер (нем. Anselm Kiefer; род. 8 марта 1945[…], Донауэшинген[…]) — немецкий художник.

## Биография
Родился под последними бомбежками Второй мировой. Собирался учиться праву, литературе, языкознанию, но склонился к искусству, учился во Фрайбурге, Карлсруэ, Дюссельдорфе. В 1969 прославился провокационной инсталляцией в одной из галерей Карлсруэ, обращавшей внимание зрителей на живучесть нацизма (на фотографиях он отдавал нацистское приветствие на фоне символических достопримечательностей крупнейших городов Европы). Позднейшее творчество Кифера продолжило данную линию: это аналитическая работа с наиболее общими и глубинными символами немецкого духа от Нибелунгов до Гитлера, мифами великой миссии германского народа, особого пути Германии, великого вождя и т. п. Среди учителей Кифера был Йозеф Бойс, находился под творческим влиянием Георга Базелица.
С 1993 живет и работает во Франции, где сделал творческой лабораторией промышленную зону в департаменте Гар; здесь снят документальный фильм Софи Файнс о художнике Over Your Cities Grass Will Grow (2010, см.:  Архивная копия от 5 октября 2010 на Wayback Machine).

## Творчество
Крупнейший из художников послевоенной Германии. Главная болевая точка творчества Кифера — Холокост как воплощение германской катастрофы. Испытал воздействие философии каббалы, мистики и алхимии Роберта Фладда, других духовидцев. В 1990-2000-х годах создал серии работ, вдохновленных творчеством Пауля Целана, Ингеборг Бахман, Велимира Хлебникова. Выступает как театральный художник и художник книги.
Работы Кифера находятся в крупнейших музеях Европы, США, Австралии, в том числе:.
- Лувр, Париж, Франция.
- Музей современного искусства Соломона Гуггенхайма. Нью-Йорк, США.
- Art Institute of Chicago. Чикаго, США.
- Музей Гуггенхайма в Бильбао. Бильбао, Испания.
- HangarBicocca, Милан, Италия.
- Эрмитаж, Санкт-Петербург, Россия ("Аврора").

В 2017 году в Государственном Эрмитаже в рамках Проекта Эрмитаж 20/21 прошла первая в России выставка «Ансельм Кифер — Велимиру Хлебникову».

## Первая персональная выставка в России
Выставка «Ансельм Кифер — Велимиру Хлебникову. Судьбы народов», посвященная 100-летию Октябрьской революции, была представлена с 30 мая по 3 сентября 2017 года в Николаевском зале Зимнего дворца Государственного Эрмитажа в рамках проекта Эрмитаж 20/21.  В экспозиции было представлено более 30 работ Кифера, созданных специально для Эрмитажа и вдохновленных творчеством русского поэта-футуриста Велимира Хлебникова. Давний интерес Ансельма Кифера, работающего с категориями мистической философии, к  судьбе «Председателя» земного шара Хлебникова, предсказавшего русскую революцию, определил собой отправную точку всего выставочного проекта.
Некогда разработанная Хлебниковым, странная система математических формул для расчета закономерности исторических событий, в соответствии с которыми, войны являются исходными данными для законов эффективности истории в настоящее время и для будущего, перерастает в идею о бесконечной цикличности судьбоносных военных столкновений, происходящих на воде и суше раз в 317 лет. Кифер использует эту идею, как главное «оружие»" в своих работах, предсказывающих катастрофы будущего в неизгладимых отпечатках прошлого. 
«Эта выставка не всем понравится, — говорит Михаил Пиотровский. — Она сурова и требует размышления. Она очень серьезна. Белое пространство Николаевского зала только усиливает обыденную трагичность влажных дорог и канав, лесов, полей и перелесков, среди которых затерялись маленькие подлодки, автомобили и книги, над которыми кое-где реет палитра художника. Все это обыкновенно и таинственно одновременно».

### Избранные работы
- 1973: Парцифаль
- 1976: Пути к мировой мудрости: Битва Германна
- 1980-1985: Мидгард
- 1981: Золото волос твоих, Гретхен
- 1985-1987: Млечный путь
- 1986: Иерусалим
- 1988: Меланхолия
- 1989: Ангел истории
- 1990: Хлебников
- 1995: Королевы Франции
- 1998: Звездопад
- 1999: Женщины древности
- 2001-2002: Тайная жизнь растений
- 2007: Атанор
- 2007: Ave Maria[10]
- 2011: purificatio dissolutio coagulato

## Признание
- Премия Вольфа (1990).
- Императорская премия Японии (1999).
- Австрийский почётный знак За науку и искусство (2005).
- Орден «За заслуги перед Федеративной Республикой Германия» (2005).
- Премия мира немецких книготорговцев (2008).
- Почётный доктор Doctor of Letters Сент-Эндрюсского университета (2015).